# 兼岩伝一
兼岩 伝一（かねいわ でんいち、1899年2月5日 - 1970年9月15日）は、日本の都市計画家、土木技術者、政治家。1935年に創刊された雑誌「区画整理」の表紙を飾った標語として知られる「土地区画整理は都市計画の母」の造語を生み出した。

## 人物
1899年、愛知県丹羽郡布袋町（現・江南市）の中小製紙工場の家に生まれる。
岐阜市立岐阜商業、名古屋中学校、第八高等学校を経て、1925年東京帝国大学工学部土木工学科卒。内務省に入り復興局技師となる。その後、愛知県都市計画技師に転出。1936年、三重県に移り、都市計画課長となる。巨大コンビナートを生み出す四日市市などの都市計画を立案。
1942年には東京府道路課長に、1943年には埼玉県土木課長に就任する。1946年、内務省国土局に転じる。
1947年、全日本建設技術協会（全建）委員長として、無所属で参議院議員に当選。1949年、50歳で日本共産党に入党、全建委員長を辞任した。
土地区画整理事業に携わる中で経済学が必要であることを痛感し、マルクス経済学に深く浸透していく。また愛知県時代から雑誌『区画整理』の発刊を推進し、その創刊と終刊に自ら「辞」を書いている。
かねてから官庁技術者の地位が低いことを嘆いていたため、内務省系の土木技術者の地位向上を目的とて発足した全日本建設技術協会の創立を推進し、同年12月結成して初代委員長に就任する。協会は、国会に対し建設省設置を要望したが、その実現に政治力の必要を痛感し、その結果自身が国会に転出、1948年1月、まず建設院が発足し、同年7月、建設省の設置へと導き、赤岩勝美らとの技官運動で岩沢忠恭を初代事務次官にすることに成功する。
共産党入党後は、国土開発と国土保全、水害対策、自治体闘争などにかかわることになっていった。

## 著書
- 『国土にかんする十二章』（1956年）
- 災害はどうして起るか-天災説をうちやぶろう（前衛 (191), 226-233, 1961年12月号）
- 護岸工事はこうだつた（自然 14(12), 26-29, 1959-12月号）
- 治山・治水・防潮の破綻-その原因と解決の方向（前衛 (162), 75-85, 1959-12月号）
- 台風と人災-現地ルポ・72（経済評論 8(12), 1959-10月号）
- わが国治水政策の破綻--西日本・和歌山水害の教えるもの（前衛 (85), 51-60, 1953-10月号）
- 復興建築と不燃化をどう促進するか（建築雑誌 63(744), 1-4, 1948-10月号）
- ソヴェトの国土開発（総合開発研究会、理論社, 1953年）
- 民主主義の旗の下に（共著、民主主義擁護同盟準備会編、アジア出版社 1948年）
- 1947 モスクワの地下鉄（齋藤健・著、兼岩傳一校閲 社会書房 1948年）
- 技術者の三つの道（丁友 復刻第１号 東京大学工学部丁友会）
- 悲痛な教訓（NUAM 社会と建築と建築家　No.1、新日本建築家集団、相模書房　1949年）
- 3パーセントの経済学（公園緑地、社団法人 日本公園緑地協会、144, 1巻, 6号, 8号, 昭和12年, 1937年）